# جاكوب كراونينشيلد
جاكوب كراونينشيلد هو سياسي أمريكي، ولد في 31 مارس 1770 في سالم في الولايات المتحدة، وتوفي في 15 أبريل 1808 في واشنطن العاصمة في الولايات المتحدة. نشط حزبياً في الحزب الجمهوري الديمقراطي. وقد انتخب عضو مجلس النواب الأمريكي ‏.